# 国際東洋医療柔整学院
国際東洋医療柔整学院（こくさいとうよういりょうじゅうせいがくいん）は、大阪府岸和田市にあった私立専修学校。
道を挟んで同一法人運営の国際東洋医療鍼灸学院があった。3年制で、募集人数は昼間部・夜間部とも約60人。学科には柔整学科がある。
国際東洋医療鍼灸学院への統合により2015年（平成27年）に廃止された。

## 所在地
〒596-0076 大阪府岸和田市野田町2丁目4-1
最寄駅は、南海岸和田駅である。